# 자은면
자은면(慈恩面)은 대한민국 전라남도 신안군 남부에 위치한 도서면(島嶼面)으로, 면적은 52.7km2이다.

## 개요
자은면은 본 섬인 자은도와 43개의 무인도로 구성된 신안군의 행정 구역이다. 동쪽으로 임자도, 증도가 있고, 서남쪽으로는 비금도, 동남쪽으로는 암태면과 은암대교로 연결되어 있다. 자은도가 있어 자은면이라고 하였다.

## 행정 구역
| 법정리 | 한자명 | 행정리                         | 비고            |
| ------ | ------ | ------------------------------ | --------------- |
| 고장리 | 古場里 | 고장리, 외기리                 |                 |
| 구영리 | 舊營里 | 구영리, 장고리                 | 면사무소 소재지 |
| 대율리 | 大栗里 | 대율리, 신흥리, 진천리         |                 |
| 면전리 | 綿田里 | 면전리                         |                 |
| 백산리 | 白山里 | 백산리, 와우리, 신성리, 분계리 |                 |
| 송산리 | 松山里 | 송산리, 두모리                 |                 |
| 유각리 | 鍮脚里 | 유각리, 문평리, 금포리, 백길리 |                 |
| 유천리 | 柳川里 | 유천리, 욕지리, 창촌리         |                 |
| 한운리 | 閑雲里 | 한운리, 둔장리, 고교리         |                 |

## 관광
- 백길해수욕장
- 분계해수욕장
- 둔장해수욕장
- 면전해수욕장
- 신성해수욕장
- 양산해수욕장
- 외기해수욕장
- 내치해수욕장
- 신들해수욕장

## 교육 기관
- 자은남국민학교 : 자은면 유각리 23
- 자은두봉초등학교 : 자은면 두봉길 584
- 자은초등학교 : 자은면 구영1길 44-36
  - 자은국민학교 두리도분실 : 자은면 고장리 두리도
  - 자은국민학교 자은서분교 : 자은면 백산리 261
- 자은중학교 : 자은면 구영2길 82

## 특산물
- 마늘
- 김
- 함초